# Мелвил (острво)
Мелвил (енгл. Melville Island) је велико ненасељено острво у Канади , део канадског арктичког архипелага. Са површином од 37 680 km² Мелвил је 32. острво по величини на свету и 8. у Канади.
Западни део острва припада Северозападној територији, а источни део припада Нунавуту. 
Острво је први посетио британски истраживач Вилијам Пари 1819. Не само да је он открио острво, него је био приморан да презими на њему све до 1. августа 1920. када се море одледило. Место на коме је презимео је названо Зимска лука.

## Географија
Острво има мало или нимало вегетације. Тамо где се јавља континуирана вегетација, обично се састоји од хумки маховине, лишајева, трава и шаша. Једина дрвенаста врста, патуљаста врба, расте као густа уврнута простирка која пузи по земљи.
Ибет залив је фјорд на западној страни острва, дугачак око 55 km.

## Фауна
Постоји разнолика животињска популација: поларни медвед, пери карибу, мошусно говече, гренландски леминг, арктички вук, арктичка лисица, арктички зец и велика ласица. Експедиција са Универзитета Алберта која је видела гризлија и трагове гризлија из 2003. представља најсеверније извештаје о гризли медведима икада забележеним.
Острво Мелвил је једно од два главна места за размножавање гривасте гуске. ДНК анализа и теренска запажања сугеришу да се ове птице могу разликовати од других гривастих гусака. Са 4.000–8.000 птица, ово би могла бити једна од најређих гусака на свету.

## Историја
Први документовани Европљанин који је посетио острво Мелвил био је британски истраживач, сер Вилијам Пари, 1819. Он је био приморан да проведе зиму у ономе што се данас зове „Зимска лука“ до 1. августа 1820, због замрзавања мора.
Острво је названо по Роберту Дундасу, 2. виконту Мелвилу, који је у то време био први поморски лорд. У потрази за Франклиновом изгубљеном експедицијом, Абрахам Бредфорд је 1851. истражио њенову источну обалу све до Бредфорд Појнта, док су њену северну и западну обалу истражили Франсис Леополд Маклинток, Ричард Вези Хамилтон и Џорџ Хенри Ричардс 1853. године.
Дана 30. јануара 1920. године, часопис The Pioche Record је известио да је исландски истраживач Вилхјалмур Стефансон открио изгубљене залихе из експедиције Маклинтока из 1853. на острво Мелвил. Одећа и храна из залиха били су у одличном стању упркос тешким арктичким условима.
Године 1930, велика стена од пешчара која је обележавала Паријево зимовање из 1819. године у Зимској луци, дуга око 5,5 m (220 in) и висока 3 m (10 ft), проглашена је националним историјским локалитетом Канаде.

## Наслаге фосилних горива
Мелвил се појавио као кандидат за лежишта природног гаса. Веровало се да острво има налазишта угља и уљних шкриљаца још од прве половине 20. века. Прва истражна бушотина канадског арктичког острва ископана је 1961. у Зимској луци.
Бушење је обављено кроз слојеве доњег палеозоика до укупне дубине од 3.823 m (12.543 ft). Током 1970-их, показало се да северни део острва на источној страни полуострва Сабине садржи велико гасно поље, познато као Дрејке Појнт. Закуп је био у власништву компаније Панарктиц Ојлс, заједничке операције са канадском владом.